# Inclinatidiplosis coronalis
Inclinatidiplosis coronalis är en tvåvingeart som beskrevs av Fedotova 2004. Inclinatidiplosis coronalis ingår i släktet Inclinatidiplosis och familjen gallmyggor. Inga underarter finns listade i Catalogue of Life.